# Monumento sepulcral de Roberto Belarmino
El monumento sepulcral de Roberto Belarmino fue una obra de arte barroca dedicada a ese importante erudito jesuita y cardenal. Se encontraba en la capilla mayor de la iglesia del Gesú, templo matriz de la Compañía de Jesús en Roma.

## Historia
Roberto Belarmino fue un importante personaje de la Reforma Católica, erudito y cardenal que perteneció a la Compañía de Jesús. Belarmino murió el 17 de septiembre de 1621 en el noviciado de San Andrés, parte de la Compañía, en Roma. Se decidió que fuese enterrado en la iglesia del Gesú, la más importante de la orden en Roma. El cardenal Eduardo Farnesio, discípulo de Belarmino y patrono tanto de la iglesia y como de su capilla mayor, mandó construir un rico monumento. El cardenal Farnesio se lo encargó a un equipo compuesto por Carlo Rainaldi, Pietro Bernini y su hijo, Gian Lorenzo Bernini. Sería este último quien se encargaría de realizar el busto del cardenal que coronaría el monumento.
El 2 de septiembre de 1841, el monumento sería destruido dentro de las reformas operadas por Andrea Sarti para la reconfiguración del presbiterio.Actualmente, solo se conservaría el busto, obra de Bernini, en un nuevo monumento neoclásico discretamente integrado en la renovada capilla mayor.

## Descripción

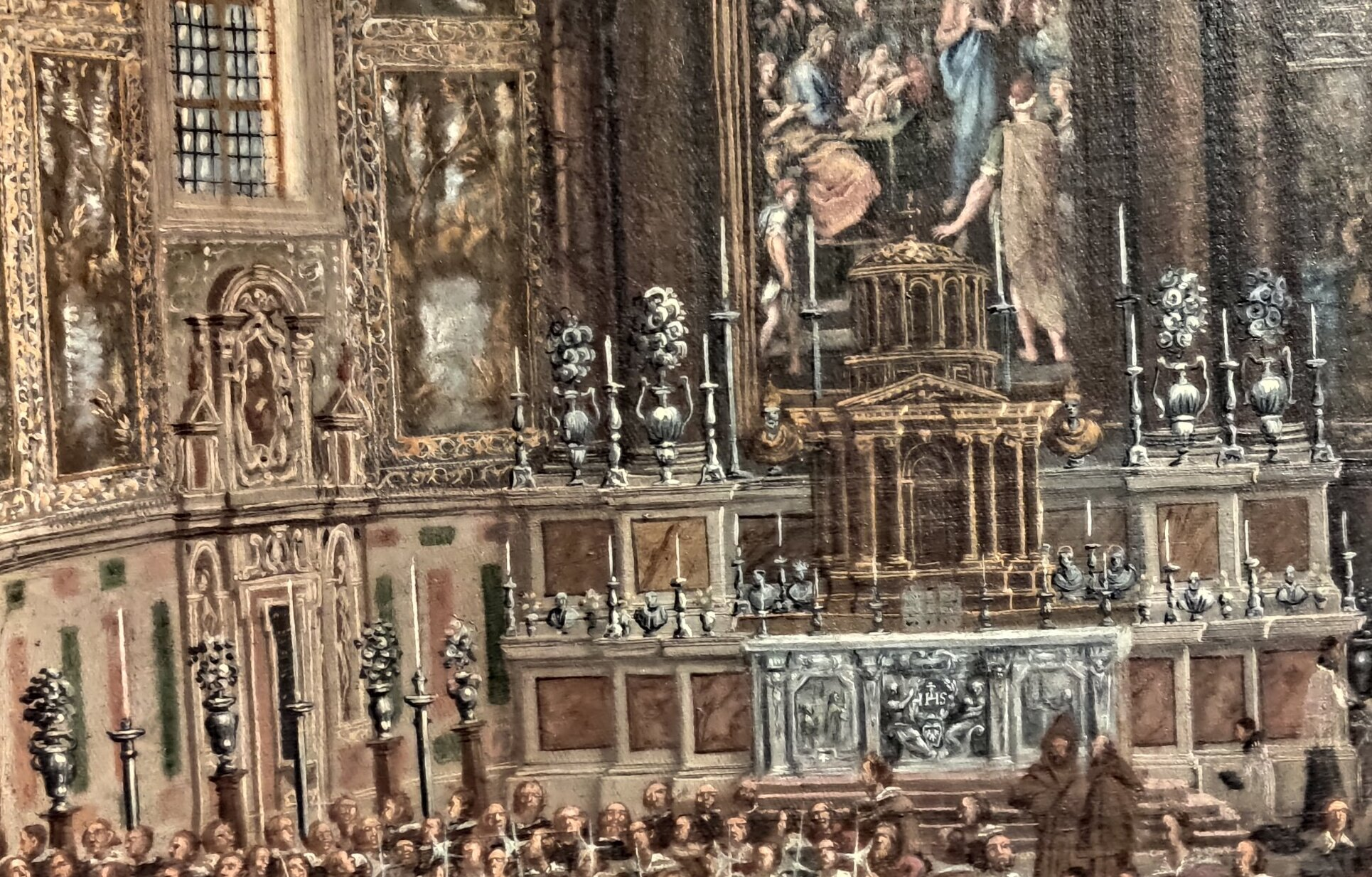
En la izquierda de la imagen, el monumento. (Detalle de la pintura Urbano VIII visita Il Gesú durante las celebraciones del centenario de la Orden de los Jesuitas, 1641-1642)

El monumento se encontraba adosado a la pared de la mitad izquierda (lado del Evangelio) del ábside de la capilla mayor de la iglesia del Gesú.
El monumento contaba con tres partes, una parte central con la dedicación del monumento y coronada, en su zona superior, por un fronton curvilíneo bajo el que se disponía en un óculo el busto de Belarmino por Gian Lorenzo Bernini. Entre la zona superior y el óculo se disponía el escudo de Belarmino y a ambos lados de esta, dos metopas con la flor de lis, emblema heráldico de los Farnesio.
En la parte izquierda, dentro de una hornacina se encuentra una escultura representando la Religión (obra de G. L. Bernini); y en la parte derecha, se dispone simétricamente otra representando la Sabiduría (obra de P. Bernini). Sobre ambas partes laterales se encuentran sendas inscripciones coronadas por un frontón triangular. 

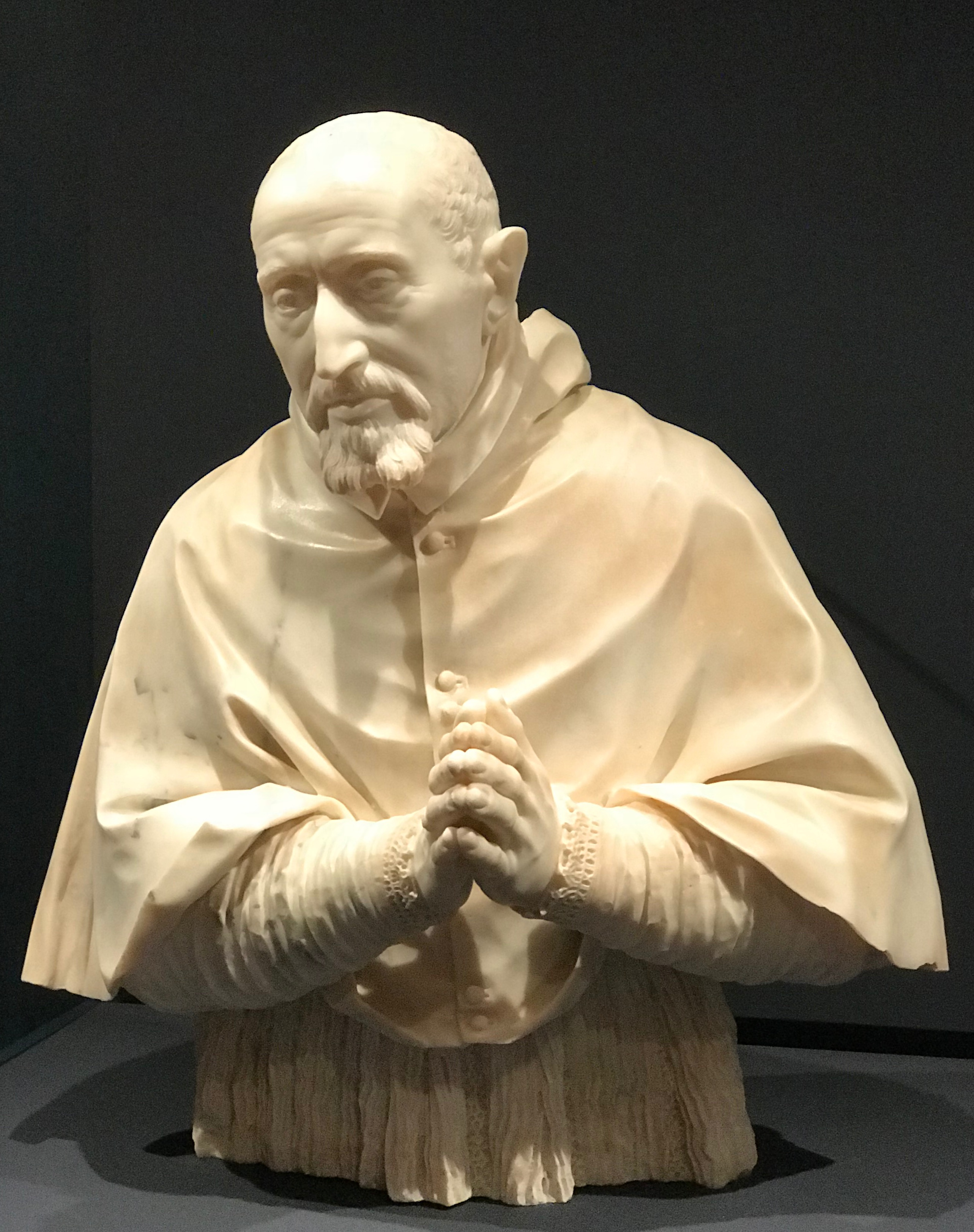
El busto de Belarmino, única parte conservada del monumento.

El monumento destacaba el carácter salvífico de la Eucaristía, propuesto por Belarmino en su obra, al representarle en su busto de cara al altar mayor en devoto recogimiento. Sobre este busto, escribió el historiador del arte Stanislao Fraschetti en su monografía sobre Bernini publicada en 1900:
es algo verdaderamente maravilloso. No se puede imaginar nada más exquisito que ese mármol, que imita la hábil carnosidad del rostro y de las manos, el satén de la capa cardenalicia e incluso las más minúsculas crestas de la túnica eclesiástica. La cabeza es una obra maestra de finura, un estudio del natural, exacto hasta lo increíble; manifiesta una búsqueda de las arrugas más minúsculas y casi de los poros de la piel, y da prueba del conocimiento más profundo de la anatomía y de la revelación más feliz de la psique del personaje.

En la estela dedicatoria situada en la parte central del monumento se encontraba la siguiente inscripción latina:
ROBERTO / CARD. BELLARMINO / POLITIANO Y SOC. IESU / MARCELLI II PM / SORORIS FILIO / ODOARDUS / CARD.FARNESIO / SUI ERGA VIRUM QUEM / PATRIS LOCO SEMPER COLUIT / AMORIS NUMQUAM MORITURI / MONUMENTUM POS. / OBORMIVIDAD EN DOMINO / AÑO SAL. MDCXXI/AET. SUAE LXXIX

(en español, Roberto Cardenal Belarmino, de Montepulciano y de la Compañía de Jesús, hijo de la hermana de Marcelo II, Pontífice Máximo; Eduardo Cardenal Farnesio al mismo hombre al que siempre adoró como padre con un amor que nunca muere, puso este monumento. Se durmió en el Señor el año 1621, a los 79 de su edad)

## Valoración
El monumento fue ampliamente admirado en la Roma contemporánea. Así, Domenico Bernini, hijo de Gian Lorenzo Bernini, escribió sobre el monumento que este suscitó:
lodi e lo stupore di tutti li Virtuosi di Roma (en español, la alabanza y el asombro de todos los Virtuosos de Roma)